# Menachem Begin
Menachem Begin (fil) [menaˈχem ˈbeɡin] (hebreiska: מְנַחֵם בְּגִין), född 16 augusti 1913 i Brest-Litovsk i Kejsardömet Ryssland (i nuvarande Belarus), död 9 mars 1992 i Tel Aviv, var en israelisk politiker. Han grundade partiet Herut 1948, och var Israels sjätte premiärminister 1977–1983 för valalliansen Likud. När han tillträdde blev han den förste borgerliga politikern på premiärministerposten. Hans främsta politiska insats är Camp David-avtalet som han förhandlade fram med Egyptens president Anwar Sadat och för vilket de två fick dela Nobels fredspris 1978.

## Biografi
Begin föddes i den belarusiska staden Brest-Litovsk, då en del av Kejsardömet Ryssland. Efter första världskriget hamnade staden i den nyfödda polska republiken. 1931 började han studera vid universitet i Warszawa, där han tog juristexamen (LL.M.) 1935. Redan vid 16 års ålder blev han medlem i den sionistiska organisationen Betar, som bland annat organiserade judars flytt till Palestina. 1939 blev han organisationens ledare. Efter Sovjetunionens inmarschen i Polen 1939 fängslades Begin och satt 1940–1941 i läger i bland annat Sibirien. Efter frigivningen anslöt han sig till den polska exilarmén i Mellanöstern under Władysław Anders. Många judiska soldater valde sedermera att stanna i Palestina, däribland Begin.
Efter demobilisering 1943 stannade Begin i Brittiska Palestinamandatet och uppmärksammades snabbt för sin hårda kritik av den politiska sionism som drevs av David Ben-Gurion. Han slöt sig istället till Zeev Jabotinskys revisionistiska sionism, som bland annat förespråkade judisk bosättning på ömse sidor om Jordanfloden.
Begin anslöt sig till Irgun, av britterna betraktad som en terroristorganisation, och blev 1943 dess ledare. Han var ansvarig för terrorbombningen av King David Hotel i Jerusalem, som inhyste det brittiska militära och administrativa högkvarteret, där 91 personer dödades. De brittiska myndigheterna utfäste en belöning på £10 000 för honom. Irgun begick tillsammans med andra paramilitära styrkor Deir Yassin-massakern under 1948 års arabisk-israeliska krig, även om Begin personligen inte deltog i denna. 1948 försökte Irgun smuggla in vapen, vilket slutade med att fartyget Altalena sänktes utanför Tel Aviv av Israels armé. Han bidrog även ekonomiskt till en grupp som skickade en brevbomb till Västtysklands förbundskansler Konrad Adenauer, med motiveringen ”alla tyskar är mördare”. Adenauer överlevde attentatet oskadd och Begins medverkan blev känd först vid ett senare tillfälle.
I och med statens grundande upphörde Irgun och Begin var med och bildade högerpartiet Herut, ett parti som i och med olika partisammanslagningar är dagens Likud. Partiet ansågs inte vara regeringsfähigt under många år. Efter hand växte partiet genom att kritisera Arbetarpartiet som ständigt fick bilda regering. Vid sexdagarskriget 1967 fick partiet dock ingå i den samlingsregering som bildades och Begin blev minister utan portfölj. Vid parlamentsvalet den 17 maj 1977 gjorde högerkoalitionen mycket bra ifrån sig och fick bilda regering för första gången, med Begin som premiärminister.

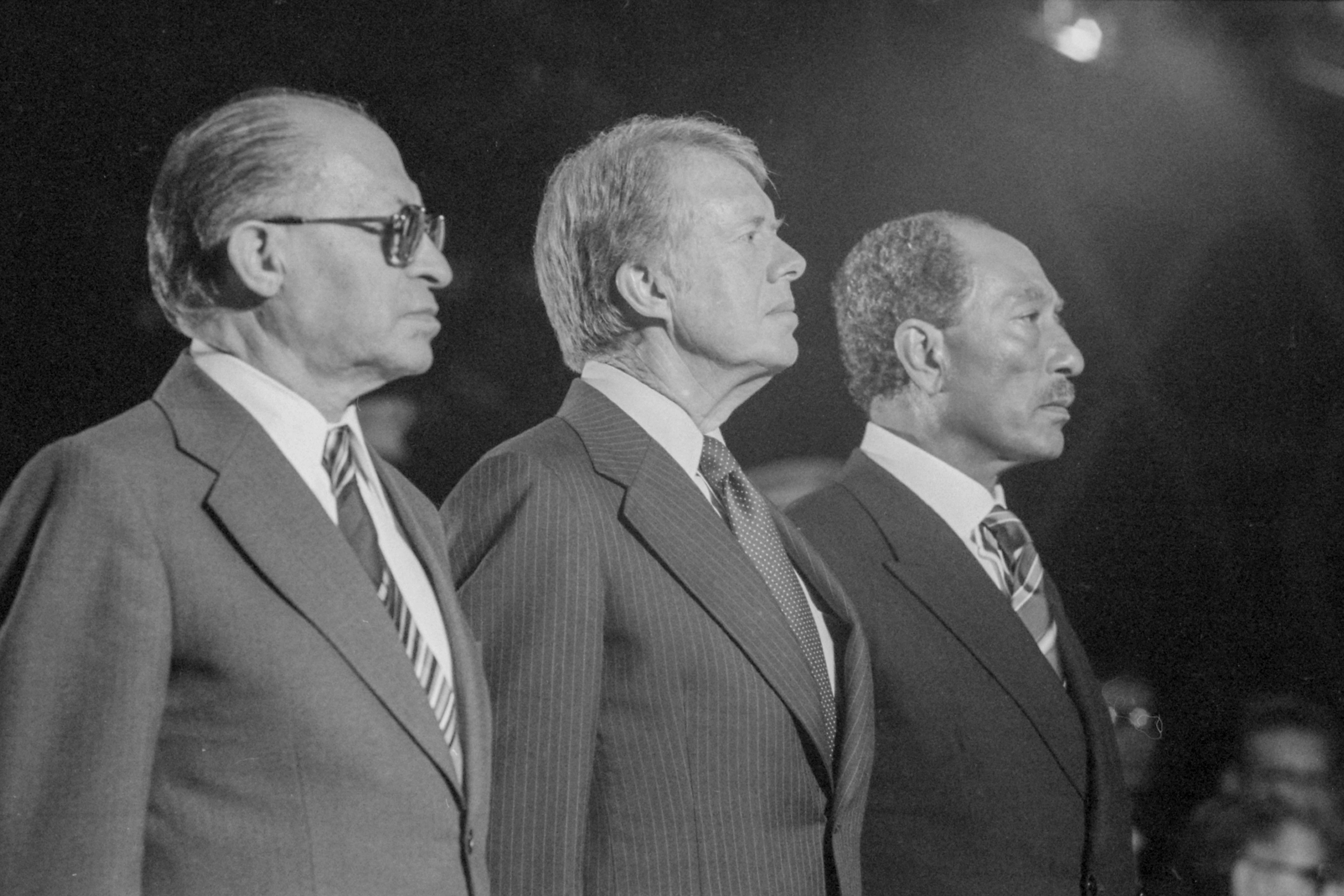
Begin, Jimmy Carter och Anwar Sadat vid Camp David-avtalens undertecknande 1978.

Efter oktoberkriget 1973 hade Israel kvar sina styrkor i Sinai och i öknen hade det börjat växa upp judiska bosättningar, med Begins goda minne. Egyptens president Anwar Sadat överraskade hela världen när han den 9 november 1977 förklarade att han var beredd att resa till Israel för att förhandla om ett fredsavtal. Vid den amerikanske presidentens lantställe Camp David förhandlades till slut fram ett färdigt fredsavtal i september 1978. Uppgörelsen gav honom dock hård kritik från aktiva i det egna partiet, bland annat för att samtliga judiska bosättningar i Sinai stängdes. Begin fick dock Nobels fredspris tillsammans med Sadat, som mördades 1981.
I mars 1978 inleddes ”Operation Litani”, där den israeliska armén ockuperade Libanon söder om floden Litani. I juni 1981 beordrade Begin israeliskt flyg att bomba kärnreaktorn Osiraq i Irak och förklarade att Israel i preventivt syfte skulle hindra varje försök att utveckla massförstörelsevapen som skulle kunna användas mot Israel. 1982 ockuperades södra Libanon igen, under det pågående inbördeskriget, vilket blev förspelet till massakrerna vid Sabra och Shatila.
Begin avgick i augusti 1983, delvis på grund av kritik mot kriget men också på grund av hans hustru Aliza Arnolds bortgång. Han efterträddes av Yitzhak Shamir, och med undantag för en kort period behöll Likud makten till början av 1990-talet. Begin avled i Tel Aviv och är begraven på Oljeberget i Jerusalem.